# Johann Balhorn der Ältere

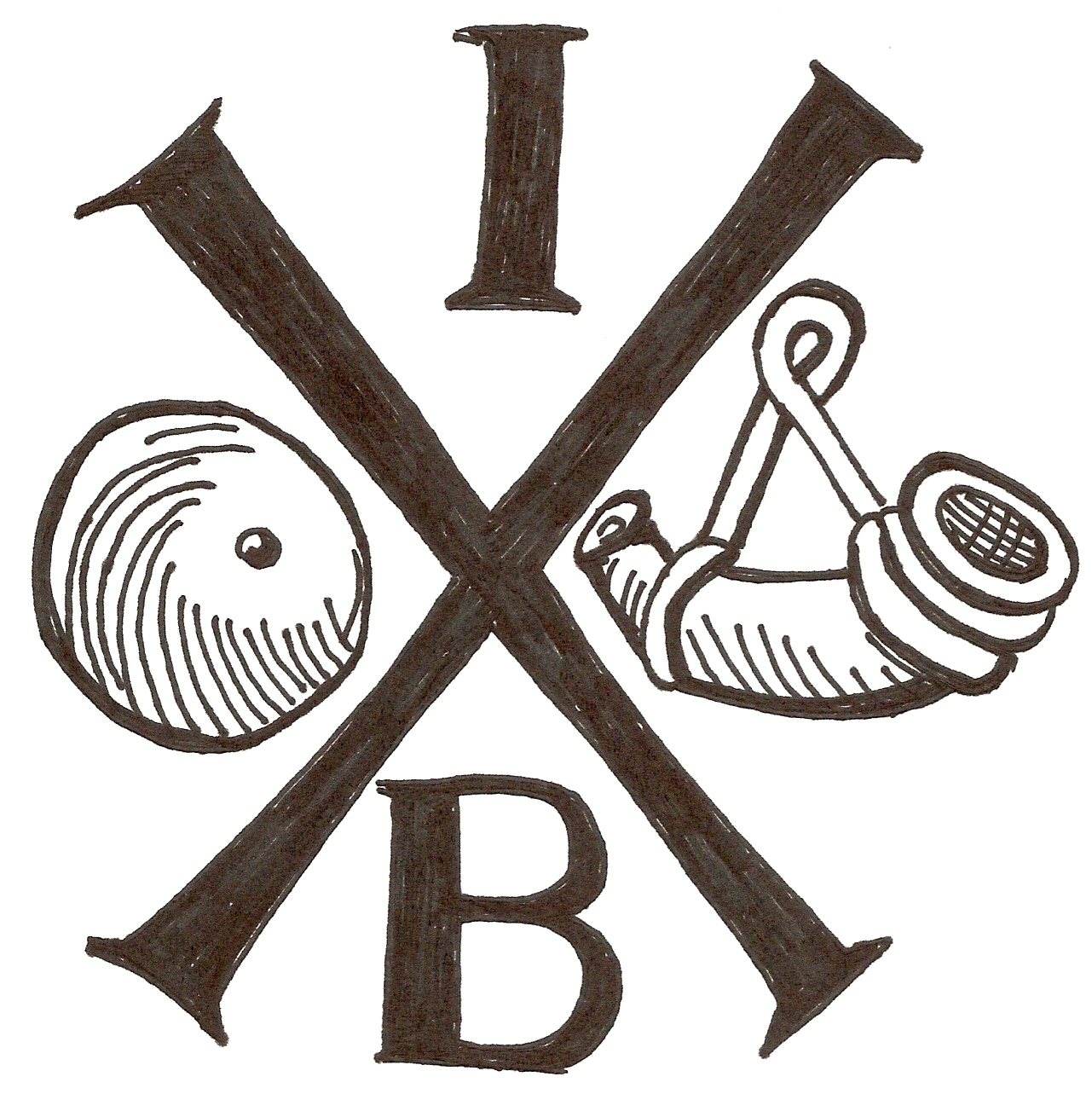
Die Druckermarke der Balhorns

Johann Balhorn der Ältere (* um 1500 vermutlich in Lübeck; † im letzten Drittel des März 1573 ebenda) war ein Buchdrucker.

## Leben und Wirken
Balhorns Eltern sind nicht dokumentiert. Eine Frau namens Anna Balhorn, die am 21. März 1526 im Niederstadtbuch genannt wird und die vermutlich 1547 starb, könnte seine Mutter gewesen sein. Der Lübecker Buchhändler Joachim Balhorn († 14. März 1559 in Lübeck) könnte ein Bruder gewesen sein. Da Personen namens Balhorn seit 1282 wiederholt in Dokumenten zu finden sind, ist davon auszugehen, dass es sich um eine alteingesessene Lübecker Familie handelte.
Balhorns Kindheit und Buchdruckerausbildung sind unbekannt. In Quellen ist er ab 1527 zu finden. Spätestens ab diesem Zeitpunkt arbeitete er als selbstständiger Buchdrucker. In diesem Jahr untersagte ihm der Rat der Stadt Lübeck, beliebte Schmähbriefe („schandtbreve“) zu vervielfältigen, die sich an säumige Herren Fürsten und Städte richteten. Balhorn sollte entweder aus Lübeck wegziehen oder 50 Gulden entrichten. Welche Strafe er wählte, ist nicht dokumentiert.
1528 druckte Balhorn erneut in Lübeck eine fragmentarisch erhaltene niederdeutsche Fassung einer harten Kampfschrift des Erasmus von Rotterdam, die sich gegen Martin Luther richtete. 1530 druckte er die Kirchenordnung von Minden, im Folgejahr die von Lübeck und ein weiteres Jahr später die von Soest. Später druckte er weitere Werke von Reformatoren, darunter von Luther und Johannes Bugenhagen.
Balhorn druckte im Jahr 1542 ein Spottlied über den englischen König Heinrich VIII., verfasst vom Stralsunder Gelehrten Johannes Sastrow. Er soll so ins Visier der Obrigkeit gekommen sein. Wie etwaige Konsequenzen ausgesehen haben mögen, bleibt unbekannt. In den veröffentlichten Titeln aus der Druckerei Balhorns in Lübeck besteht in der Tat eine Lücke in der Zeit von 1542 bis 1545. Es gibt Hinweise darauf, dass Balhorn nach Hamburg gegangen ist, so weisen Veröffentlichungen in Hamburg auf Schriftsätze auf Balhorn hindeuten. Ab 1546 erschienen aus der Lübecker Druckerei Balhorn wieder regelmäßig Bücher, darunter Schriften von Martin Luther und Melanchthon. 1547 bricht eine Pestwelle über Norddeutschland herein, an der vermutlich seine Frau, zwei Kinder und seine Mutter starben. Balhorn druckte in diesem Jahr eine Schrift des Arztes Moses Staffelsteiner, mit Maßnahmen und Arzneien zur Pestbekämpfung. Es folgen mehrere Betbücher und religiöse Texte.
Ab 1548 druckte Balhorn nur noch die hochdeutsche Predigten von Johannes Draconites. Balhorn übernimmt die Arbeit jedoch nicht allein, sondern teilt sie sich mit Jürgen Richolff der Jüngere. Erst im Jahr 1551 begann Balhorn wieder profane 'Zeitungen', die über aufsehenerregende Ereignisse in der Welt berichteten, und Lieder zu veröffentlichen.  Darüber hinaus produzierte er mehrere Arbeiten des Superintendenten Hermann Bonnus, darunter 1539 den Katechismus Eine korte voruatinge der Christliken lere und 1553 Auszüge aus den Chroniken der Stadt Lübeck, die für den Schulgebrauch gedacht waren. Des Weiteren erstellte er Gebet- und Gesangsbücher, Kinder-, Arznei- und Schulbücher wie die Rechenbücher des Franz Brasser sowie ein Kochbuch.
Balhorn erstellte, im Gegensatz zu Richolff und Asswerus Kröger, viele kleine Hefte, die geistliche, weltliche und erzählende Lieder umfassten. Hinzu kamen „Zeitungen“, die über aufsehenerregende Vorfälle berichteten. 1553 druckte er die Katechismusfibel Christianae religionis institutio. Dieses Buch war für den Unterricht in den unteren Klassen des Lübecker Katharineums gedacht. Es handelt sich um das älteste erhaltene derartige Schulbuch der Stadt.
Balhorn druckte mindestens 146 bekannte niederdeutsche Werke. Sein letztes bekanntes Buch aus dem Jahr 1572 über das Pflanzen und die Veredelung von Bäumen stellte er selbst zusammen und gab es heraus. Seine Drucke zur Reformation waren bedeutend für die Verbreitung dieser Strömung und die allgemeine Bildung in Niederdeutschland.
Balhorn konnte sich von seinen Einkünften 1541 ein Haus in der Breiten Straße kaufen. 1554 erwarb er ein weiteres, größeres Gebäude in der Hundestraße. 1574 lautete die Firma seiner Druckerei „Johan Balhorns Erven“. 1575 firmierte die Druckerei gemäß dem Namen seines Sohnes.

## Familie
Balhorn heiratete mehrfach. Eine erste, ggf. auch bereits die zweite Frau, hatte er um 1540 geheiratet. Mit dieser Frau hatte er mindestens drei Kinder. 1544 ist der Tod eines gemeinsamen Kinds belegt. Seine Frau starb in der zweiten Hälfte des Septembers 1547 in Lübeck, kurze darauf, noch im selben Jahr, starben auch seine beiden verbliebenen Kinder sowie seine Mutter, Anna Balhorn. In den Jahren 1547/48 ist eine Pestwelle in Norddeutschland verzeichnet und könnte der Grund für die Häufung der Todesfälle in der Familie sein. Um 1550 heiratete er Elsabe († nach dem 18. Oktober 1588), die Tochter des Malers Hermann Wickhorst und Stieftochter von Hans Kemmer, mit der er mindestens sechs Kinder hatte, von denen zwei im Kindesalter starben. Ein gleichnamiger Sohn aus dieser Ehe arbeitete ebenfalls als Buchdrucker. Von dessen Namen leitet sich das Verb verballhornen ab.